# Рюдзодзі Таканобу
Рюдзодзі Таканобу (яп. 龍造寺 隆信; 24 березня 1530 — 4 травня 1584) — японський військових, даймьо періоду Сенґоку. Голова роду Рюдзодзі.

## Життєпис
Походив з самураїв роду Рюдзодзі. Був старшим сином Рюдзодзі Тікаіе і правнуком Рюдзодзі Іекане. Його батька вбив якийсь Баба Йорітіка у 1544 році. Таканобу став ченцем в юному віці і прийняв ім'я Енгецу. Близко у 18-річному віці він повернувся до мирського життя і в 1548 році, після смерті Рюдзодзі Танехіде, став главою обох гілок сім'ї Рюдзодзі.
Хоча деякі васали сумнівалися в здібностях Таканобу і пропонували як голову клану сина Танехіде, Рюдзодзі Іенарі, Таканобу показав себе компетентним правителем і військовиком. У 1553 році він повстав проти Сьо Токінао і в наступному році заволодів його замком Сага, витіснивши Токінао в сусідню провінцію Тікуго. У 1556 році Таканобу наздогнав і знищив Токінао.
Наприкінці 1550-х років Таканобу вступив у конфлікт з могутнім родом Отомо з провінції Бунго, що межувала з провінцією Хідзен зі сходу. Отомо Сорін, глава роду Отомо, у 1560 році послав велику армію (відповідно до джерел — до 60 тис. осіб — хоча ця цифра здається завищеною як мінімум в 3 рази) під командуванням свого сина Садатіка, яка оточила замок Таканобу — Сага. У Таканобу було всього близько 5,000 солдатів. Оточені з усіх боків, васали Таканобу не знали, що робити, поки один з них, Набесіма Наосіґе запропонував нічну атаку на табір супротивника. Оскільки справа була ризикована, більшість командирів висловилося проти. Вирішальним став голос матері Таканобу, яка в серцях сказала своєму синові: «Ти ведеш себе як миша перед кішкою! Якщо ти справжній самурай, напади на противника вночі, постав своє життя на карту заради перемоги або смерті!». У подальшій нічний вилазці воїни Наосіге нечутно просочилися між військами Отомо і зупинилися позаду ставки Отомо Садатіка на схилі гори Імаяма. О 6 годині ранку вони відкрили аркебузний вогонь по ставці Садатіка, і в подальшій сутичці останній загинув. Поки Наосіге розправлявся з Отомо Садатіка та його загоном, решта воїни Таканобу напали на основні сили Отомо. Хоча більша частина армії Отомо не постраждала, шок, викликаний смертю командира, змусив її відступити.
Битва при Імаяма не тільки врятувало Таканобу від неминучої поразки, а й захопити більшу частину провінції Хідзен. Протягом 1570-х років Таканобу завоював домінуючу позицію в Хідзен, підпорядкувавши або залякавши таких південно-західних даймьо, як Гото Такаакіра, Мацуура Таканобу і Аріма Харунобу.
Омура Сумітада тривалий час чинив опір Таканобу, але після вторгнень 1578 і 1579 роках під впливом обставин приніс клятву вірності Таканобу в його замку Сага, проте перед цим передав все управління портом Нагасакі, що належав йому, єзуїтам. Водночас Таканобу скористався з поразка Отомо від роду Сімадзу в битві при Мімігава, що дозволило Рюдзодзі Таканобу захопити східну частину Хідзен і почати наступ на провінцію Хюґа. Таканобу розбив армію Отомо в провінції Тікуго у 1579 році, знищивши загрозу з боку свого старого суперника Отомо Сорін. Того ж року Таканобу запросив колишнього васала роду Рюдзодзі — Камато Сіґенамі — на вечірку з танцамі саругаку, де і наказав його вбити. Це дозволило йому опанувати могутнім замком Янагава в провінції Тікуго, що раніше належали Камато. Ця історія схвилювала більшу частину васалів Рюдзодзі, які стали дивитися на свого пана з підозрою.
Після 1580 року Таканобу вступив у конфлікт з Сімадзу за провінцію Хіго, одночасно намагаючись витіснити Аріма Харунобу з області Сімабара провінції Хідзен. Водночас, зміцнившись в провінції Бунго, він створив загрозу для Сацума, рідній провінції Сімадзу, і звернув на себе їх увагу. З 1582 року Сімадзу активно допомагали Аріма Харунобу — єдиному незалежному даймьо в Хідзен.
У 1584 році Таканобу з армією приблизно у 20 тис. вояків виступив проти Харунобу, чиї сили були підтримані загоном самураїв Сімадзу під проводом Іехіса. У битві при Окіта-Навате мечоносці Сімадзу увірвалися в командний пункт Таканобу і зарубали його самого та його охоронців, після чого армія Рюдзодзі бігла. Після смерті Таканобу його син, Масаіе, підкорився роду Сімадзу.

## Характер
Прізвиськом Таканобу було Хідзен-но-Кума - «Ведмідь з Хідзен», частково завдяки особливості останнього носити ведмежу шкуру поверх збруї і частково завдяки його запальної, несамовитої вдачі. 
До кінця життя Таканобу став багато пити і до 1580 року вже був алкоголіком, з ознаками слабоумства і величезним черевом. До кінця життя він настільки додав у вазі, що не міг їздити на коні, і до поля битви при Окіта-Навате його несли в паланкіні.